# Manfred Porsch

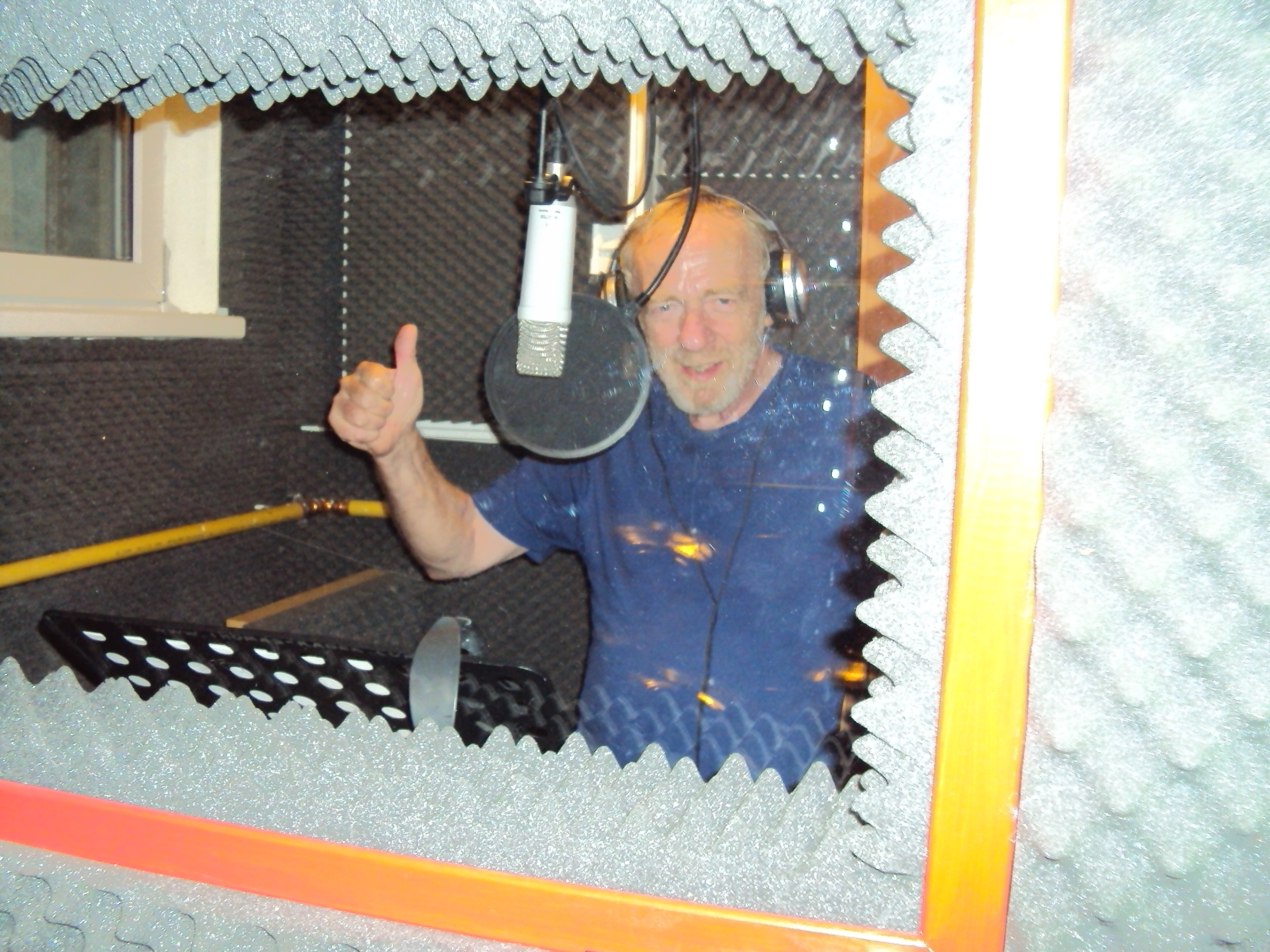
Manfred Porsch im Studio

Manfred Maria Porsch (* 14. April 1950 in Wien) ist ein Komponist des österreichischen Neuen Geistlichen Lieds, Lehrer und Schulentwickler.

## Lehrer
Manfred Porsch absolvierte 1977 die Lehrerbildungsanstalt in Wien und wirkte danach als Lehrer an integrierten Gesamtschulen und Hauptschulen. Parallel wurde er Lehrbeauftragter am Pädagogischen Institut. Bis 2014 war er im Bundeskoordinationszentrum für schulische Kulturarbeit an der PH-Wien tätig.
Er gehört zu den Pionieren der schulinternen Lehrerfortbildung (Schilf).

## Komponist
Manfred Porsch stammt aus der Fokolar-Bewegung. 1971 und 1972 tourte er mit Gen Rosso. 1983 gewann er den 1. Preis beim Weltfestival des religiösen Liedes, den Rassegna Mondiale della Canzone Religosa Populare in Rom. In der Folge gründete Manfred Porsch 1987 den Verein Musica e Vita Österreich und initiierte die Festivalserie Fest der Lieder. Seit 1990 ist er Mitglied der Musikergilde. Er veröffentlichte etwa 200 Lieder auf über 20 Tonträgern.
Nach langer musikalischer Pause ging Porsch 2012 in Zusammenarbeit mit Thomas Raber wieder mit neuen Produktionen an die Öffentlichkeit.

## Lieder
- Melchior
- Wer schweigt, stimmt zu
- Messe (Ein Fest der Freude)
- Der Geist des Herrn ruht auf mir
- Du bist das Licht auf dem Weg
- Wärst du das Licht (Kristall)
- Singen wir das Lied vom Frieden
- Eine Schule für Coole (produziert von Thomas Raber, RATOM-Edition 2012)